# São Cosmado
São Cosmado es una freguesia portuguesa del concelho de Armamar, con 13,95 km² de superficie y 598 habitantes (2011). Su densidad de población es de 42,9 hab/km².